# Leisel Jones
Leisel Marie Jones, née le 30 août 1985 à Katherine dans le Territoire du Nord, est une nageuse australienne.
Spécialiste des épreuves de brasse, elle a 14 ans lorsqu'elle se qualifie pour représenter l'Australie aux Jeux olympiques d'été de 2000 à Sydney.
Elle a notamment remporté la médaille d'or du relais 4 × 100 mètres 4 nages aux Jeux olympiques d'été de 2008 à Pékin, en compagnie de Jessicah Schipper, Libby Trickett et Emily Seebohm, conservant ainsi son titre olympique acquis en 2004.
Aux Jeux olympiques d'été de 2012 à Londres, en plus d'être la première nageuse australienne à participer à quatre Jeux, elle ajoute à son palmarès olympique une neuvième médaille. Elle égale de ce fait le record de Ian Thorpe et devient avec lui l'athlète olympique la plus médaillée d'Australie.

## Palmarès

### Jeux olympiques
- Jeux olympiques d'été 2000 à Sydney (Australie) :
  -  Médaille d'argent sur 100 m brasse (1 min 07 s 49).
  -  Médaille d'argent au relais 4 × 100 m 4 nages (4 min 01 s 59).
- Jeux olympiques d'été 2004 à Athènes (Grèce) :
  -  Médaille d'or au relais 4 × 100 m 4 nages (3 min 57 s 32).
  -  Médaille d'argent sur 200 m brasse (2 min 23 s 60).
  -  Médaille de bronze sur 100 m brasse (1 min 07 s 16).
- Jeux olympiques d'été 2008 à Pékin (Chine) :
  -  Médaille d'or sur 100 m brasse (1 min 05 s 17).
  -  Médaille d'or au relais 4 × 100 m 4 nages (3 min 52 s 69).
  -  Médaille d'argent sur 200 m brasse (2 min 22 s 05).
- Jeux olympiques d'été 2012 à Londres (Angleterre) :
  -  Médaille d'argent au relais 4 × 100 m 4 nages (3 min 54 s 02).

### Championnats du monde

#### En grand bassin
- Championnats du monde 2001 à Fukuoka (Japon) :
  -  Médaille d'or au relais 4 × 100 m 4 nages (4 min 1 s 50).
  -  Médaille d'argent sur 100 m brasse (1 min 7 s 96).
- Championnats du monde 2003 à Barcelone (Espagne) :
  -  Médaille d'argent sur 200 m brasse (2 min 24 s 33).
  -  Médaille de bronze sur 100 m brasse (1 min 7 s 47).
  -  Médaille de bronze au relais 4 × 100 m 4 nages (4 min 1 s 37).
- Championnats du monde 2005 à Montréal (Canada) :
  -  Médaille d'or sur 100 m brasse (1 min 6 s 25).
  -  Médaille d'or sur 200 m brasse (2 min 21 s 72).
  -  Médaille d'or au relais 4 × 100 m 4 nages (3 min 57 s 47).
- Championnats du monde 2007 à Melbourne (Australie) :
  -  Médaille d'or sur 100 m brasse (1 min 5 s 72).
  -  Médaille d'or sur 200 m brasse (2 min 21 s 84).
  -  Médaille d'or au relais 4 × 100 m 4 nages (3 min 55 s 74).
  -  Médaille d'argent sur 50 m brasse (30 s 70).
- Championnats du monde 2011 à Shanghai (Chine) :
  -  Médaille d'argent sur 100 m brasse.
  -  Médaille de bronze au relais 4 × 100 m 4 nages

#### En petit bassin
- Championnats du monde 2010 à Dubaï (Émirats arabes unis) :
  -  Médaille d'argent du 100 m brasse (1 min 4 s 26).
  -  Médaille de bronze au relais 4 × 100 m 4 nages (3 min 48 s 88).

### Jeux du Commonwealth
- Jeux du Commonwealth de 2002 à Manchester (Royaume-Uni) :
  -  Médaille d'or sur 100 m brasse (1 min 08 s 74).
  -  Médaille d'or sur 200 m brasse (2 min 25 s 93).
  -  Médaille d'or au relais 4 × 100 m 4 nages (4 min 03 s 70).
- Jeux du Commonwealth de 2006 à Melbourne (Australie) :
  -  Médaille d'or sur 50 m brasse (30 s 55).
  -  Médaille d'or sur 100 m brasse (1 min 05 s 09).
  -  Médaille d'or sur 200 m brasse (2 min 20 s 72).
  -  Médaille d'or au relais 4 × 100 m 4 nages (3 min 56 s 30).

### Championnats pan-pacifiques
- Championnats pan-pacifiques 2002 à Yokohama (Japon) :
  -  Médaille d'or au relais 4 × 100 m 4 nages (4 min 00 s 50).
  -  Médaille d'argent sur 200 m brasse (2 min 26 s 42).

## Distinctions
- Membre de l'International Swimming Hall of Fame en 2017

## Records

### Bassin de 50 m
- Record du monde du 100 mètres brasse en grand bassin en 1 min 06 s 37 établi à Barcelone en 2003 lors de la finale des Championnats du monde.
- Record du monde du 100 mètres brasse en grand bassin en 1 min 05 s 71 établi à Melbourne en 2006.
- Record du monde du 100 mètres brasse en grand bassin en 1 min 05 s 09 établi à Melbourne en 2006 lors de la finale des Jeux du Commonwealth.
- Record du monde du 200 mètres brasse en grand bassin en 2 min 22 s 96 établi à Brisbane en 2004.
- Record du monde du 200 mètres brasse en grand bassin en 2 min 21 s 72 établi à Montréal en 2005 lors de la finale des Championnats du monde.
- Record du monde du 200 mètres brasse en grand bassin en 2 min 20 s 54 établi à Melbourne en 2006.

### Bassin de 25 m
- Record du monde du 100 mètres brasse en petit bassin en 1 min 05 s 09 établi à Melbourne en 2003.
- Record du monde du 100 mètres brasse en petit bassin en 1 min 04 s 12 établi à Hobart en 2006 lors des Championnats d'Australie.
- Record du monde du 100 mètres brasse en petit bassin en 1 min 03 s 86 établi à Hobart en 2006 lors de la finale des Championnats d'Australie.
- Record du monde du 100 mètres brasse en petit bassin en 1 min 03 s 72 établi à Canberra en 2008.
- Record du monde du 100 mètres brasse en petit bassin en 1 min 03 s 00 établi à Berlin en 2009.
- Record du monde du 200 mètres brasse en petit bassin en 2 min 17 s 75 établi à Melbourne en 2003.